# Younger Now (песня Майли Сайрус)
«Younger Now» — песня американской певицы Майли Сайрус. Песня является вторым официальным синглом с шестого альбома Сайрус «Younger Now». Премьера сингла состоялась 18 августа, о чём сама Майли оповестила фанaтов в Instagram. Авторами песни являются Орен Йоел, а также сама Сайрус.

## Предыстория
14 августа Майли написала пост на своей страничке в Instagram: «Для всех моих дорогих поклонников и тех, кто смотрит „Teen Choice“ сегодня. Хочу сказать вам спасибо за то, что удостоили меня номинации „Ultimate Choice“. Мне очень жаль, что я не смогла оказаться там, отпраздновать и показать то, как сильно я благодарна! У меня просто нереальный график, и это приводит меня к этому объявлению. Я пыталась сохранить секрет, но больше не могу… Мой новый сингл „Younger Now“ и клип выходят уже в эту пятницу, 18 августа! Я так рада поделиться этой новостью с вами! Я очень надеюсь, что вся моя работа заставляет людей сиять и улыбаться! Я буду делать музыку до конца моей жизни и каждый день, я очень благодарна, что вы все слушаете мои песни. Я посылаю столько любви и мира всем людям, всей планете прямо сейчас, потому что это то, что нам нужно больше всего! Любви, любви и ещё раз любви!»
Тем самым Сайрус анонсировала дату релиза нового сингла.

## Челлендж
В связи с выпуском нового сингла, Майли запустила «YoungerNowChallenge» в Instagram. Суть челленджа состоялась в том, чтобы фанаты по всему миру выкладывали в Инстаграм свою детскую фотографию (в некоторых случаях коллаж) в рамке, как на обложке с хештегом #YoungerNowChallenge. Сайрус в свою очередь ставила лайки на эти посты и даже выложила себе на страничку несколько коллажей.

## Релиз
Релиз сингла состоялся 18 августа 2017 года. Трек доступен как для скачивания, так и для стриминга. Обложка представляет собой детское фото певицы.

## Видеоклип
Музыкальное видео вышло в день премьеры сингла 18 августа. Режиссером клипа выступила Диана Мартель, а также певца и хореографа Майкла Руни.

### Концепция
Видео было снято в стиле 50-х годов. В клипе Сайрус примерила на себе образ её кумира Элвиса Пресли.

## Критика
Издание Rolling Stone в своей рецензии пишет: «И сингл, и видео показывают Сайрус певицей, балансирующей свои поп и новообретенные кантри-инстинкты», назвав Сайрус «певицей, имитирующей такие легенды кантри, как Джонни Кэш, Портер Вагонер и Элвис Пресли».
Джереми Гордон изданию SPIN: "Перезагрузка Майли Сайрус уже запущена: вчера вечером она выпустила видеоролик «Younger Now», заглавный трек из её нового альбома. Синтезированная поп-песня с сильным звуком далека от персоны хип-хопа, которой она была в 2013 году с Bangerz, поскольку она поет о том, что «изменение — это то, на что вы можете рассчитывать».

## Чарты
| Чарты (2017)                        | Высшая позиция |
| ----------------------------------- | -------------- |
| Австралия (ARIA)                    | 49             |
| Канада (Billboard Canadian Hot 100) | 48             |
| Croatia (HRT)                       | 87             |
| Чехия (Rádio — Top 100)             | 56             |
| Чехия (Singles Digitál Top 100)     | 59             |
| Франция (SNEP)                      | 53             |
| Ирландия (IRMA)                     | 73             |
| Япония (Billboard Japan Hot 100)    | 64             |
| Новая Зеландия Heatseekers (RMNZ)   | 2              |
| Panama Anglo (Monitor Latino)       | 12             |
| Philippines (Philippine Hot 100)    | 74             |
| Португалия (AFP)                    | 92             |
| Шотландия (OCC Scotland)            | 22             |
| Словакия (Singles Digitál Top 100)  | 67             |
| Испания (PROMUSICAE)                | 15             |
| Швеция (Sverigetopplistan)          | 75             |
| Швейцария (Schweizer Hitparade)     | 84             |
| Великобритания (OCC UK Singles)     | 54             |
| США (Billboard Hot 100)             | 79             |
| США (Billboard Adult Pop Airplay)   | 39             |

## Сертификация
| Регион | Сертификация | Продажи |
| --- | ------------ | ------- |
| Австралия (ARIA) | Золотой      | 35 000  |
| * Данные о продажах приведены только на основе сертификации. · ^ Данные о тиражах приведены только на основе сертификации. · Данные о продажах + прослушиваниях приведены только на основе сертификации. |              |         |

## История выпуска
| Регион         | Дата            | Формат                      | Версия       | Лейбл       | Прим.  |
| -------------- | --------------- | --------------------------- | ------------ | ----------- | ------ |
| Мир            | 18 августа 2017 | Цифровая загрузка, стриминг | Оригинальная | RCA Records | [ 1 ]  |
| Россия         | 18 августа 2017 | Цифровая загрузка, стриминг | Оригинальная | RCA Records | [ 32 ] |
| Великобритания | 18 августа 2017 | CHR                         | Оригинальная | RCA Records | [ 33 ] |
| США            | 22 августа 2017 | CHR                         | Оригинальная | RCA Records | [ 34 ] |